# Alsóberecki
Alsóberecki község Borsod-Abaúj-Zemplén vármegye Sátoraljaújhelyi járásában,

## Fekvése
A település a Bodrogközben fekszik a szlovák határ mentén, Sátoraljaújhelytől 6 kilométerre délkeletre. További szomszédai: észak felől Felsőberecki (3 kilométerre), kelet felől Karos (7 kilométerre), dél felől Bodroghalom (8 kilométerre), délnyugat felől pedig Vajdácska (6 kilométerre).

### Megközelítése
A település területén végighalad a Sátoraljaújhely-Cigánd-Kisvárda között húzódó, a 37-es és 4-es főutakat összekötő 381-es főút, ez a legfontosabb közúti elérési útvonala az említett városok és főutak mindegyike felől. A környező települések közül Vajdácskával a 3805-ös, Bodroghalommal a 3806-os, Felsőbereckivel a 38 107-es út köti össze.

## Története
A község neve személynévi eredetű lehet (Brictius, Bereck).
A település valószínűleg a honfoglalás óta lakott. Első ismert írásos említése 1358-ból maradt fenn (Bereck); ekkor halászfalu volt, a Szerdahelyi család birtoka.
Az 1300-as évek végén a Bári és Pető családok birtokolták, az 1400-as években pedig a Komonya, Ricsey, Beke, Zádorházy, Tarkövy, Szerdahelyi, Herestényi és Rikalf családok.
A 13. század második felében árvíz sodorta el a a templomát, s az csak a 18. században épült fel újra.
Az 1500-as évek második felében tulajdonosai a Duleszkay Horváth és a Melith családok, 1594-ben Rákóczi Zsigmond és Ferenc, valamint az Ócz, Haraszthy, Horváth, és Czobor családok.
A 16. században a település földesurával együtt áttért a református hitre. A református templomot 1785–1786-ban emelték. 1875-ben fatornyot építettek a templom elé, ez 1956-ig állt. 1956-ban építették a templom keleti oldalának közepéhez a jelenleg látható 20 m magas kőtornyot. A református templom műemléki védelem alatt áll.
Az 1600-as évek közepétől a Bereczky, Gabóczy, Eödönffy, Csapy, Melith, Pécsy, Zákány családok voltak  birtokosai, 1663-ban Bocskai István és Soós György, 1774 körül pedig az Olcsváry és Boronkay családok, akik az államosításig voltak birtokosok.
Az 1800-as évek elején a Csuka családnak is volt birtoka a településen.
Alsóberecki közelében feküdt egykor a mára már elpusztult Igazod település is, melynek 1440-ben Zerdahelyi Miklós volt a birtokosa.
Alsóbereckihez tartozott még Agóczpuszta is, mely Micz bánnak és utódainak volt a birtoka. Majd a Schulcz családé az 1900-s évek közepéig.
Agóczpuszta 1548-ban a Serédy, 1550-ben a Bacskó, 1569-ben a Kálnássy Ferenc, a Rákóczy György és a Deregnyey Pál, 1598-ban a Kálnássy, Bacskay és Szokoly, 1663-ban a Bocskai István és a Soós György, 1723-ban a Keresztes, 1754-ben a Kálnássy, 1813-ban pedig az Oldvány család birtoka volt.
A 20. század első felében, az 1950-es megyerendezésig Zemplén vármegye Sátoraljaújhelyi járásához tartozott.
Az 1910-es népszámláláskor 682 lakosából 680 magyar volt, ebből 156 római katolikus, 89 görögkatolikus, 393 református.

## Közélete

### Polgármesterei
- 1990–1994: Szekeres András (független)[4]
- 1994–1998: Zuti Lajos (független)[5]
- 1998–2002: Zuti Lajos (független)[6]
- 2002–2006: Zuti Lajos (független)[7]
- 2006–2010: Zuti Lajos (független)[8]
- 2010–2014: Zuti Lajos (független)[9]
- 2014–2019: Emriné Bajnok Zita (független)[10]
- 2019–2024: Emriné Bajnok Zita (független)[11]
- 2024– : Emriné Bajnok Zita (független)[1]

## Népesség
A település népességének alakulása:
| Lakosok száma | 726  | 721  | 705  | 707  | 684  | 666  | 650  |
|               | 2013 | 2014 | 2015 | 2021 | 2022 | 2023 | 2024 |

2001-ben a településen a lakosság 97%-át magyar, 3%-át cigány származású emberek alkották. Ezenkívül 1 szlovák is élt a településen.
A 2011-es népszámlálás során a lakosok 92,6%-a magyarnak, 5,2% cigánynak, 0,3% románnak, 2,2% szlováknak mondta magát (7,4% nem nyilatkozott; a kettős identitások miatt a végösszeg nagyobb lehet 100%-nál). A vallási megoszlás a következő volt: római katolikus 28,5%, református 36,8%, görögkatolikus 10,6%, evangélikus 0,3%, felekezet nélküli 3,7%, (18,1% nem nyilatkozott).
2022-ben a lakosság 85,8%-a vallotta magát magyarnak, 3,8% cigánynak, 0,6% szlováknak, 0,1% németnek, 1,6% egyéb, nem hazai nemzetiségűnek (14,2% nem nyilatkozott; a kettős identitások miatt a végösszeg nagyobb lehet 100%-nál). Vallásuk szerint 20,2% volt római katolikus, 27,5% református, 9,6% görög katolikus, 1% egyéb keresztény, 3,9% felekezeten kívüli (37,4% nem válaszolt).

## Látnivalók
- Halastó
- Bodrog-holtág (Ágóci, Schulcz )
- Volt Olcsváry-kuria, ma vendégház
- Long-erdő természetvédelmi terület, Mária-nyárfa
- A falu határában karosi honfoglalás kori temető, régészeti emlékpark, millenniumi emlékmű